# Lunar: Walking School
Lunar: Walking School (in Giappone Lunar: Samposuru Gakuen, a volte tradotto anche come Lunar: Strolling School) è un videogioco di ruolo della serie Lunar pubblicato per SEGA Game Gear in Giappone nel 1996. Il titolo non è mai stato pubblicato ufficialmente al di fuori del Giappone, benché un adattamento in lingua inglese è stato distribuito nel 2009. Il gioco è stato sviluppato e prodotto dalle software house giapponesi Game Arts e Studio Alex.
Nonostante il gioco sia stato distribuito dopo Lunar: The Silver Star, la storia è ambientata migliaia di anni prima. Diverse creature e luoghi presenti nei precedenti titoli sono presenti anche in questo. Due anni dopo del videogioco è stato realizzato un remake per Sega Saturn intitolato Magic School Lunar!.